# Bitka pri Wyomingu
Bitka pri Wyomingu, znana tudi kot pokol pri Wyomingu, je bil vojaški spopad med ameriško revolucijo med milico patriotov in silami lojalističnih vojakov ter irokeških bojevnikov. Bitka se je odvijala v dolini Wyoming v Pensilvaniji 3. julija 1778, na območju današnjega okrožja Luzerne. Rezultat je bil težek poraz za Američane. Bitka se pogosto imenuje "pokol pri Wyomingu" zaradi približno 300 žrtev patriotov, od katerih so mnoge ubili Irokezi, ko so bežali z bojišča ali potem, ko so bili ujeti.
Po bitki je po celotni dolini Wyoming prišlo do obsežnega ropanja in požiganja zgradb, vendar neborci niso bili poškodovani. Večina prebivalcev je pobegnila čez gorovje Pocono v Stroudsburg in Easton ali po reki Susquehanna v Sunbury. V nekaj tednih je široko razširjeno, a zelo netočno časopisno poročilo trdilo, da je bilo pobitih na stotine žensk in otrok. To napačno različico dogodkov so mnogi pisci desetletja pozneje sprejeli kot dokazano dejstvo, vendar je bila temeljito ovržena.